# Morumbi (Goiânia)
Morumbi, também conhecido como Residencial Morumbi, é um bairro da cidade brasileira de Goiânia, localizado na região norte do município.
O bairro é conurbado ao Gentil Meireles e situa-se próximo à via Av. Marechal Rondon, em via para a região central de Goiânia. É um bairro predominantemente residencial e horizontal, enquanto centros comerciais estão concentrados em outros bairros. Por se localizar ao lado do Cemitério Parque, o Morumbi abriga o Centro de Homenagens Póstumas Fênix.
Segundo dados do Instituto Brasileiro de Geografia e Estatística (IBGE), divulgados pela prefeitura, no Censo 2010 a população do Morumbi era de 395 pessoas.